# AN/SPY-3

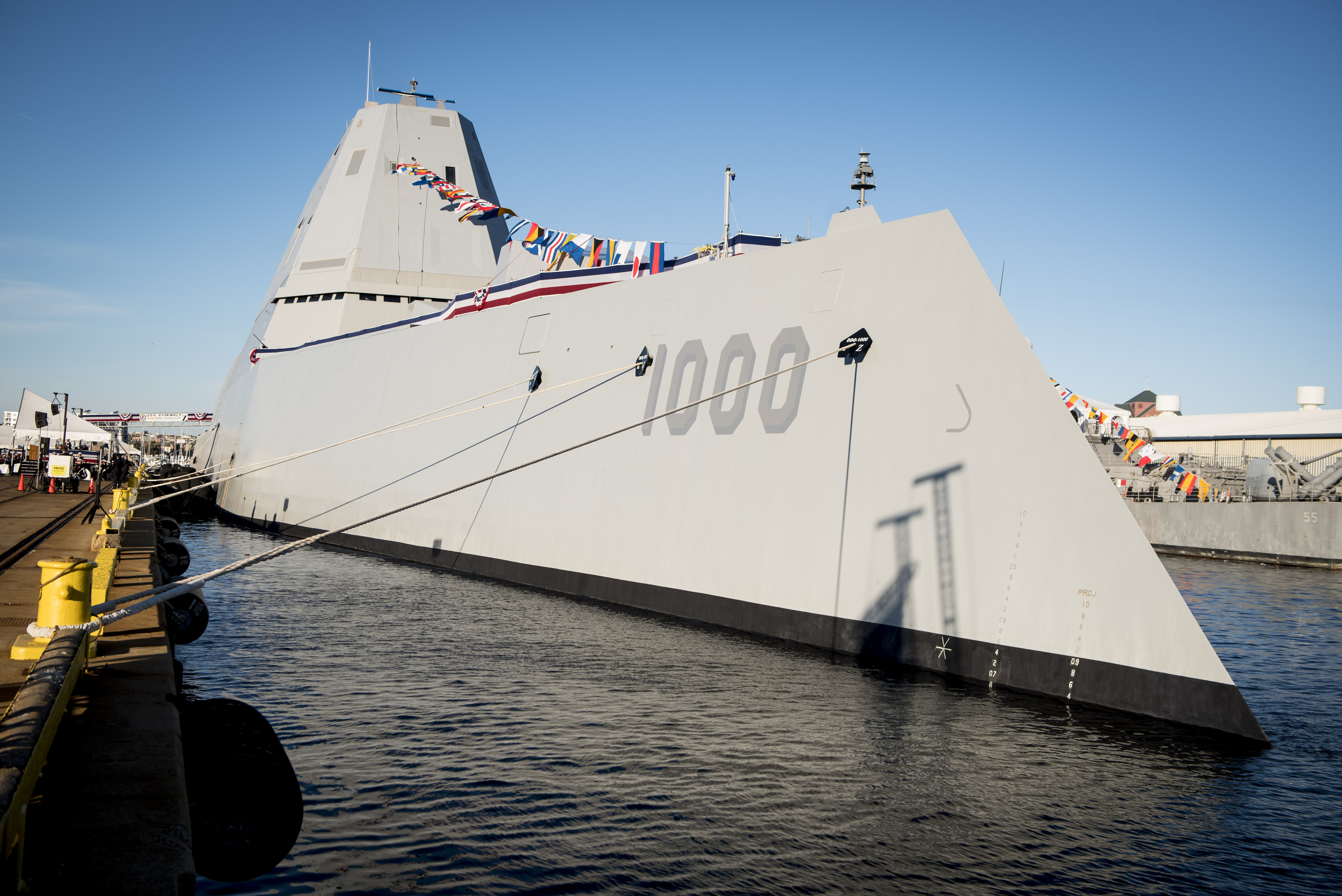
Un USS Zumwalt (DDG-1000), barco en el que se utiliza el AN/SPY-3

El AN/SPY-3 es un radar diseñado para operaciones en aguas azules y litorales. Puede combinar las funciones de hasta cinco radares y diez antenas:
| Designación  | Clase de buque                                               | Función                                                                  |
| ------------ | ------------------------------------------------------------ | ------------------------------------------------------------------------ |
| AN/SPY-1     | Cruceros clase Ticonderoga, Destructores clase Arleigh Burke | Antiaéreo                                                                |
| AN/SPY-2     | Cruceros, destructores                                       | Misiles antibalísticos                                                   |
| AN/SPS-67    | Cruceros, destructores, portaaviones, buques anfibios        | Radar de corto alcance, bidimensional, búsqueda de superficie/navegación |
| AN/SPQ-9B    | Destructores, cruceros, buques de asalto anfibio             | Radar de control de fuego del cañón                                      |
| AN/SPN-41/46 | Cruceros, destructores, portaaviones, buques anfibios        | Senda de planeo de control de aproximación                               |

## Origen
El sistema de gestión de combate AEGIS comenzó con el radar AN/SPY-1, destinado a hacer frente a las amenazas aéreas. El AN/SPY-2 es un sistema AEGIS adicional, que se extiende a los sensores del sistema AEGIS capaces de la defensa contra misiles balísticos.

## Tecnología
El AN/SPY-3 es el primer sistema de matriz activa de búsqueda electrónica (AESA) a bordo de los buques de los Estados Unidos. Opera en las frecuencias de radar de la Banda-X y Banda-S.
Mientras que la mayoría de las funciones pueden realizarse en cualquier banda de frecuencia, para funciones tales como búsqueda del horizonte (anti-sea skimmer) y realizar un seguimiento de precisión (para control de disparo) se puede seleccionar la banda para las condiciones atmosféricas actuales, características del objetivo y otros factores tales como la propagación anómala y múltiple. Consta de una sola antena de seis caras que pueden compartir las bandas cuando, por ejemplo, la electrónica de una de las bandas controla un número máximo de misiles.
La funcionalidad de la Banda X, en el rango de frecuencias de 7 a 12,5 GHz es óptima para efectos de propagación de baja altitud, haz de ángulo estrecho para mejorar la precisión de seguimiento, ancho de banda de frecuencia de amplia discriminación efectiva de objetivos y la iluminación de objetivos para el SM-2 y misiles Evolved Sea Sparrow (RIM-162 ESSM). Utilizar la Banda S es ventajoso para búsqueda, operaciones en cualquier tipo de clima y haz de ángulo estrecho para el seguimiento y resolución del objetivo.
El sistema utiliza equipos (ordenadores) de plataforma comerciales (COTS) y ha reducido los requisitos de dotación para operación y mantenimiento. Una serie de funciones de operación y mantenimiento pueden ser completamente automatizadas.

## Despliegue
El sistema se introducirá en los nuevos destructores de clase Zumwalt (DDG-1000) y el portaaviones Gerald R. Ford (CVN-78). También se considera su readaptación a los buques existentes (LHD 8, CVN 70−77 y los buques nuevos de la clase San Antonio). Otros candidatos para su instalación son los futuros buques de la clase LH(X).